# 2019年世界水泳選手権ボスニア・ヘルツェゴビナ選手団
2019年世界水泳選手権ボスニア・ヘルツェゴビナ選手団は、2019年7月12日から7月28日まで韓国の光州で開催された第18回世界水泳選手権のボスニア・ヘルツェゴビナ選手団、およびその競技結果。

## 選手団
- 人員: 選手 4人

## 選手名簿・結果
| 選手                     | 種目               | 予選      | 予選 | 準決勝   | 準決勝   | 決勝     | 決勝     |
| 選手                     | 種目               | 結果      | 順位 | 結果     | 順位     | 結果     | 順位     |
| ------------------------ | ------------------ | --------- | ---- | -------- | -------- | -------- | -------- |
| ミハイロ・セプルカロ     | 男子50mバタフライ  | 24秒59    | 47位 | 予選敗退 | 予選敗退 | 予選敗退 | 予選敗退 |
| ミハイロ・セプルカロ     | 男子100mバタフライ | 53秒52    | 31位 | 予選敗退 | 予選敗退 | 予選敗退 | 予選敗退 |
| マルコ・コヴァチッチ     | 男子200m自由形     | 1分51秒78 | 45位 | 予選敗退 | 予選敗退 | 予選敗退 | 予選敗退 |
| エミール・ムラトヴィッチ | 男子50m自由形      | 22秒56    | 34位 | 予選敗退 | 予選敗退 | 予選敗退 | 予選敗退 |
| エミール・ムラトヴィッチ | 男子100m自由形     | 49秒59    | 35位 | 予選敗退 | 予選敗退 | 予選敗退 | 予選敗退 |
| エミール・ムラトヴィッチ | 男子50m背泳ぎ      | 25秒95    | 37位 | 予選敗退 | 予選敗退 | 予選敗退 | 予選敗退 |
| アミナ・カイタズ         | 女子100mバタフライ | 59秒08    | 22位 | 予選敗退 | 予選敗退 | 予選敗退 | 予選敗退 |
| アミナ・カイタズ         | 女子200mバタフライ | 2分13秒70 | 23位 | 予選敗退 | 予選敗退 | 予選敗退 | 予選敗退 |